# 22348 Schmeidler
22348 Schmeidler (1992 SA17) là một tiểu hành tinh vành đai chính được phát hiện ngày 24 tháng 9 năm 1992, bởi L. D. Schmadel và F. Borngen ở Tautenburg.